# Jharsuguda (huyện)
Huyện Jharsuguda là một huyện thuộc bang Odisha, Ấn Độ. Thủ phủ huyện Jharsuguda đóng ở Jharsuguda. Huyện Jharsuguda có diện tích 2202 ki lô mét vuông. Đến thời điểm năm 2001, huyện Jharsuguda có dân số 509056 người.